# Schaumglas-Granulat
Schaumglas-Granulat (Schaumglasschotter, Glasschaumschotter) ist ein mineralischer Leichtbaustoff, der aus reinem Altglas hergestellt wird und der Wärmedämmung und Stabilisierung dient. Das Granulat besteht aus gebrochenem Schaumglas und ermöglicht wärmebrückenfreies Bauen. Seine Eigenschaften sind hohe Druckstabilität, Sicherheit vor Schädlingen und Unverrottbarkeit. Das Material ist FCKW-frei, nicht brennbar und leicht zu verarbeiten, da es als lose Schüttung in die Baugrube eingebracht und verdichtet wird.
Aufgrund der eingeschlossenen Luftporen hat das Granulat eine geringe Schüttdichte zwischen etwa 100 und 170 kg/m³ und eine gute Dämmwirkung.
Der Dämmwert reduziert sich jedoch bei vertikalem Einbau, da die zwischen den Schotterstücken verbleibenden Hohlräume meist eine Luftzirkulation zulassen.
Schaumglasschotter ist frostsicher nach DIN 52104-1 Prüfung von Naturstein; Frost-Tau-Wechsel-Versuch; Verfahren A bis Q.

## Herstellung
Für die Herstellung wird Altglas vermahlen und unter Zugabe eines Bindemittels und eines Blähmaterials bis ca. 900 °C erhitzt. Durch Abkühlung und Erstarrung bricht das Material. Die entstandene lose Körnung hat eine geschlossene Zellenstruktur und feste Konsistenz.

## Verwendung
Schaumglas-Granulat wird hauptsächlich als lastabtragende Perimeterdämmung unter Bodenplatten, als Straßen-Unterbau und zur Dämmung von Bauteilen eingesetzt. In Glasschaum-Beton dient es als Zuschlag. 
Glasschaumschotter zur Verwendung unter Fundamentplatten hat oft eine Druckfestigkeit von 500 bis 800 kPa, der Bemessungswert der Druckspannung liegt zwischen 200 und 400 kPa und der Steifemodul beträgt rund 9000 bis 13000 kPa. 
Der Bemessungswert der Wärmeleitfähigkeit λ liegt etwa bei 0,10 bis 0,11 W/(m·K).

### Dämmung von Kellern, Bodenplatten und Gründungen
Auf die üblichen Schichtaufbauten bei Dämmung gegen das Erdreich wie kapillarbrechende Schicht, Sauberkeitsschicht, XPS-Platten und die bei nicht unterkellerten Fundamentplatten erforderliche Frostschürze kann meist verzichtet werden.
Das Fraunhofer Institut ermittelte 2018, dass bei Verwendung von Glasschaumschotter als Dämmung unterhalb von Bodenplatten die berechneten Dämmwerte erreicht oder übertroffen wurden.
Bei der vertikalen Dämmung einer Kelleraußenwand in einer Dicke von 45 bis 60 cm wurde hingegen der erwartete Dämmwert deutlich unterschritten, da es vermutlich zu einer zirkulierenden Durchströmung (Konvektion) und eventuell zur Befeuchtung des Schotters kam.
Abhilfe könnte schaffen, eine deutlich kleinere Körnung zur Auffüllung vertikaler Flächen zu verwenden, oder das Material beim Einbringen so stark zu kompaktieren, dass keine durchgehenden Hohlräume entstehen.

## Einbau
Unterhalb von Fundamentplatten wird häufig Schotter in einer Körnung zwischen 10 und 65 mm eingesetzt. Schotter dieser Körnung kann in einer Schichtdicke von jeweils bis zu 40 cm eingebracht werden. Jede Schicht wird anschließend mit einer leichten Rüttelplatte verdichtet, bis sie um rund 25 % komprimiert wurde (Verhältnis 1 : 1,3). Die bauaufsichtliche Zulassungen begrenzen die Gesamt-Schichtdicke nach dem Verdichten oft auf 90 cm. Die Mindestdicke (nach dem Verdichten) beträgt meist 12 bis 15 cm.

### Straßenbau
2018 fand Schaumglas-Granulat bei der Erneuerung eines Teilstücks der B 472 Verwendung, um durch das geringere Gewicht weitere Setzungen des Torfbodens im Auffahrtsbereich einer Brücke zu vermeiden.

## Normen
- EN 13055 Leichte Gesteinskörnungen.